# مراکوو
مراکوو (به چکی: Mrákov) یک منطقهٔ مسکونی در جمهوری چک است که در ناحیه دوماژلیتسه واقع شده‌است. مراکوو ۲۰٫۶۵ کیلومتر مربع مساحت و ۱٬۱۵۱ نفر جمعیت دارد و ۴۶۲ متر بالاتر از سطح دریا واقع شده‌است.